# Eparchia di Satna
L'eparchia di Satna (in latino: Eparchia Satnensis) è una sede della Chiesa cattolica siro-malabarese in India suffraganea dell'arcidiocesi di Bhopal. Nel 2022 contava 2.826 battezzati su 10.976.000 abitanti. È retta dall'eparca Joseph Kodakallil.

## Territorio
L'eparchia comprende i distretti civili di Tikamgarh, Niwari, Sidhi, Satna, Rewa, Chhatarpur, Singrauli e Panna nello stato del Madhya Pradesh in India. Ha giurisdizione su tutti i fedeli cattolici, indipendentemente dal rito di appartenenza.
Sede eparchiale è la città di Satna, dove si trova la cattedrale di San Vincenzo.
Il territorio è suddiviso in 16 parrocchie.

## Storia
L'esarcato apostolico di Satna fu eretto il 29 luglio 1968 con la bolla In more est di papa Paolo VI, ricavandone il territorio dalla diocesi di Jabalpur.
Il 26 febbraio 1977 l'esarcato apostolico è stato elevato al rango di eparchia con la bolla Ecclesiarum Orientalium dello stesso papa Paolo VI.

## Cronotassi dei vescovi
Si omettono i periodi di sede vacante non superiori ai 2 anni o non storicamente accertati.
- Abraham D. Mattam, C.V. † (29 luglio 1968 - 18 dicembre 1999 ritirato)
- Matthew Vaniakizhakel, C.V. (18 dicembre 1999 - 27 agosto 2014 dimesso)
- Joseph Kodakallil, dal 22 luglio 2015

## Statistiche
L'eparchia nel 2022 su una popolazione di 10.976.000 persone contava 2.826 battezzati, corrispondenti allo 0,0% del totale.
| anno | popolazione | popolazione | popolazione | presbiteri | presbiteri | presbiteri | presbiteri                | diaconi | religiosi | religiosi | parrocchie |
| anno | battezzati  | totale      | %           | numero     | secolari   | regolari   | battezzati per presbitero | diaconi | uomini    | donne     | parrocchie |
| ---- | ----------- | ----------- | ----------- | ---------- | ---------- | ---------- | ------------------------- | ------- | --------- | --------- | ---------- |
| 1970 | 550         | 3.421.393   | 0,0         | 12         | 1          | 11         | 45                        |         | 11        | 11        | 1          |
| 1980 | 941         | ?           | ?           | 26         | 2          | 24         | 36                        |         | 28        | 92        | 8          |
| 1990 | 1.660       | 5.927.000   | 0,0         | 35         | 8          | 27         | 47                        |         | 34        | 128       | 16         |
| 1999 | 2.620       | 7.180.655   | 0,0         | 36         | 14         | 22         | 72                        |         | 53        | 127       | 9          |
| 2000 | 2.650       | 7.180.655   | 0,0         | 36         | 14         | 22         | 73                        |         | 57        | 131       | 9          |
| 2001 | 2.678       | 7.200.235   | 0,0         | 45         | 23         | 22         | 59                        |         | 57        | 131       | 9          |
| 2002 | 2.770       | 9.203.562   | 0,0         | 37         | 18         | 19         | 74                        |         | 36        | 140       | 9          |
| 2003 | 3.030       | 9.203.562   | 0,0         | 52         | 28         | 24         | 58                        |         | 39        | 143       | 13         |
| 2004 | 2.707       | 9.503.562   | 0,0         | 53         | 27         | 26         | 51                        |         | 47        | 144       | 16         |
| 2009 | 2.575       | 9.739.745   | 0,0         | 63         | 43         | 20         | 40                        |         | 34        | 134       | 18         |
| 2010 | 2.527       | 9.869.358   | 0,0         | 68         | 48         | 20         | 37                        |         | 31        | 136       | 18         |
| 2014 | 2.817       | 10.459.000  | 0,0         | 62         | 44         | 18         | 45                        |         | 29        | 147       | 16         |
| 2017 | 2.893       | 11.120.815  | 0,0         | 60         | 45         | 15         | 48                        |         | 29        | 141       | 16         |
| 2020 | 2.860       | 11.242.365  | 0,0         | 68         | 51         | 17         | 42                        |         | 29        | 133       | 25         |
| 2022 | 2.826       | 10.976.000  | 0,0         | 61         | 45         | 16         | 46                        |         | 23        | 142       | 16         |